# Fort Branch
Fort Branch – miasto w Stanach Zjednoczonych, w stanie Indiana, w hrabstwie Gibson.